# George Mehnert
George Nicholas Mehnert (Newark, Nova Jersey, 3 de novembre de 1881 - Newark, Nova Jersey, 8 de juliol de 1948) va ser un lluitador estatunidenc que va prendre part en els Jocs Olímpics de Saint Louis de 1904 i de Londres de 1908.
El 1904, a Saint Louis, va guanyar la medalla d'or en la categoria de pes mosca, en guanyar en la final a Gustave Bauer. Quatre anys més tard, a Londres, tornà a guanyar una medalla d'or, en aquesta ocasió en la categoria de pes gall.